# 가우 코스타
가우 코스타(Gal Costa)로 잘 알려진 마리아 다 그라사 코스타 페나 부르구스(Maria da Graça Costa Penna Burgos, 1945년 9월 26일 ~ 2022년 11월 9일)는 브라질의 가수이다.

## 같이 보기
- 마리아 베타니아
- 지우베르투 지우
- 카에타누 벨로주
- 통 제